# Reinier Pauw (Politiker, 1490)

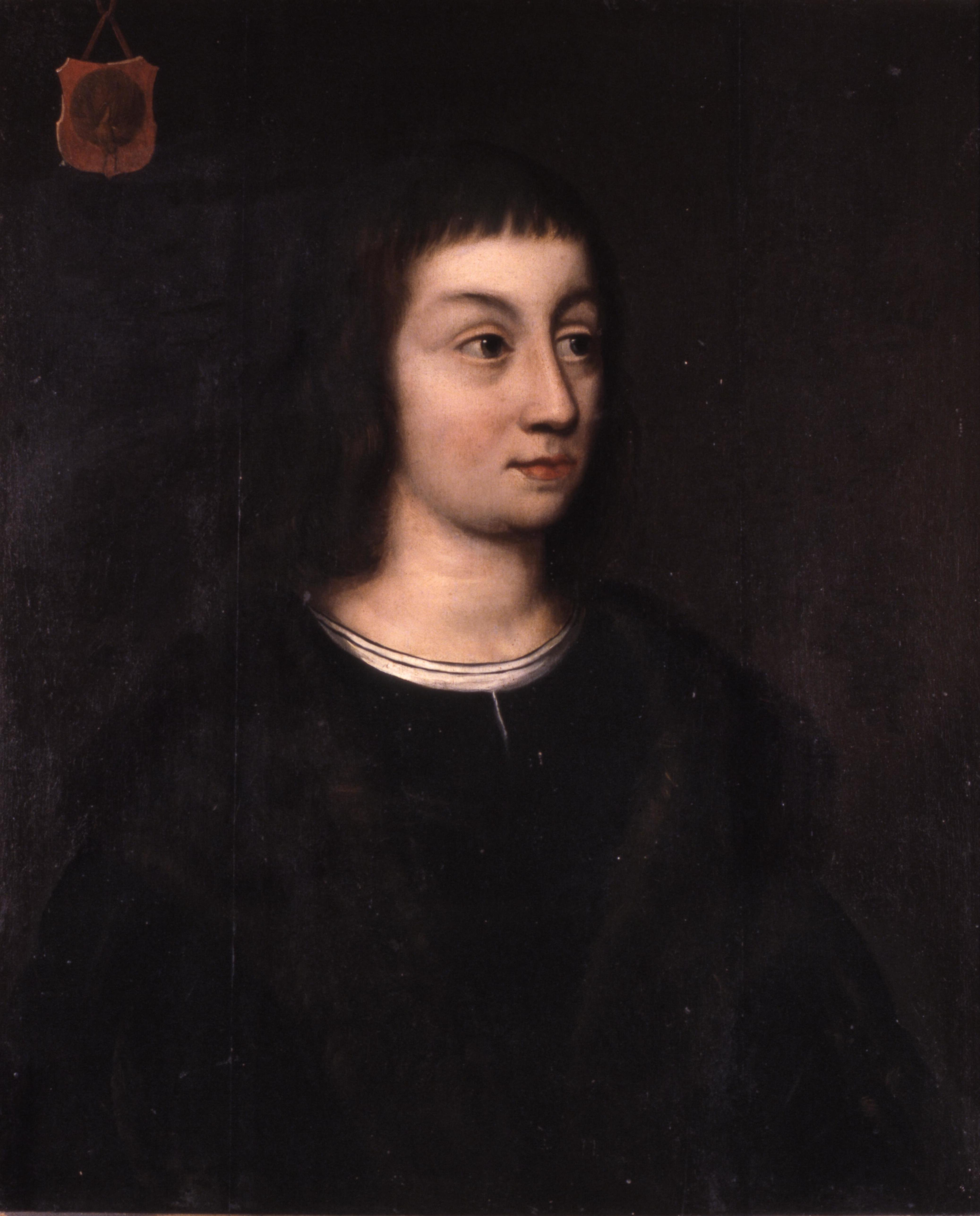
Reinier Pauw

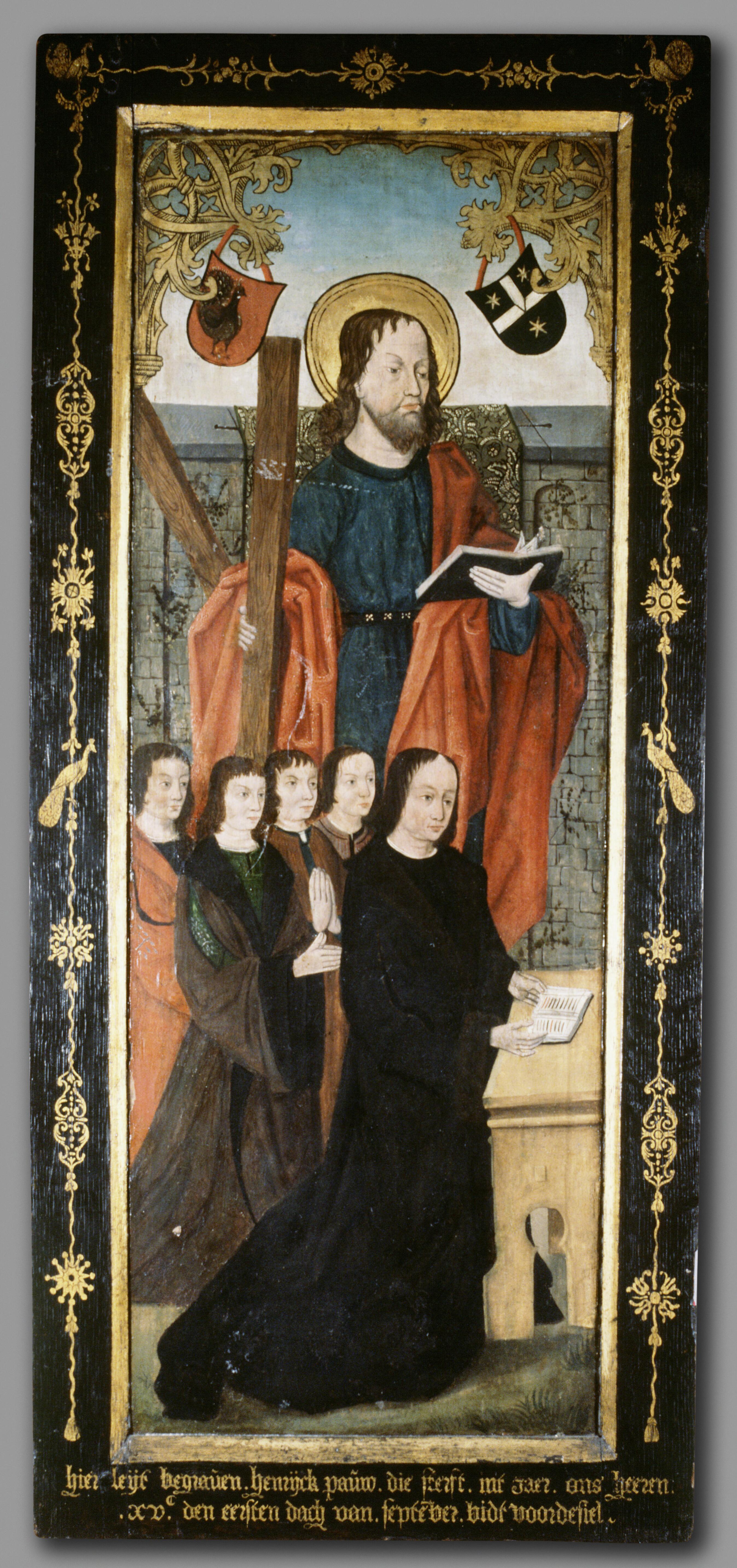
Hier liegt Hendrik Pauw begraben. Andachtsbild zum Tod von Reiniers Vater Hendrik. (Reinier Pauw stellt die zweite Person von links dar)

Reinier Pauw (* 1490 in Gouda; † März 1547 ebenda) war ein holländischer Politiker.
Er entstammte dem Geschlecht der Pauw; seine Eltern waren Hendrik Pauw, Mitglied der Goudaschen Vroedschap, und Sophie Nyncx. Reinier selbst wird als Ratsherr der Vroedschap und in den Jahren 1523 und 1524 als Schepen genannt. Im Jahre 1540 wurde er zum Bürgermeister seiner Heimatstadt gewählt. In den Jahren von 1541 bis 1547 war er Schatzmeister von Gouda und in den Jahren 1540, 1543, 1545 und 1547 als Ratsherr der Staaten von Holland tätig.
Reinier Pauw verheiratete sich im Jahre 1510 mit Aerlanda Fransdr und im Jahre 1532 mit Aleyda 't Hoen van Souburg. Aus seiner ersten Ehe entstammt der noch heute bestehende Familienzweig der Pauw. Reiniers Sohn Adriaan Pauw übersiedelte nach Amsterdam und wurde dort in seinem Todesjahr zum regierenden Bürgermeister. Dessen Sohn war der bedeutende holländische Politiker und Amsterdamer Regent Reinier Pauw.
Zwei durch unbekannte Künstler erschaffene Porträts von Reinier Pauw (eines mit seinem Vater und seinen drei Brüdern) befinden sich im Besitz der Pauw van Wieldrecht.

## Quelle
- Nieuw Nederlandsch biografisch woordenboek. Deel 9

| Personendaten    | Personendaten                     |
| ---------------- | --------------------------------- |
| NAME             | Pauw, Reinier                     |
| KURZBESCHREIBUNG | holländischer Stadtregent (Gouda) |
| GEBURTSDATUM     | 1490                              |
| GEBURTSORT       | Gouda                             |
| STERBEDATUM      | März 1547                         |
| STERBEORT        | Gouda                             |